# Daewoo BS
Daewoo BS — городской автобус, выпускаемый южнокорейской компанией Daewoo с 1986 года. В 1998 и 2002 годах автобус прошёл фейслифтинг.
Модификация BS106 Busan, в несколько упрощенном виде с 1993 по 1998гг. также выпускалась в г. Ташкент на мощностях завода Сельмаш. Машины ташкентских выпусков имели остекление в алюминиевых рамах от модели BH105 вместо вклеенных стёкол, перегородку кабины водителя, которой не имелось на оригинальных корейских машинах и еще ряд значительных технических упрощений или элементов от более старых моделей, снятых с производства в Корее. Все автобусы окрашивались следующим образом: кузов цвета "примула", юбка окрашивалась цветом "белая ночь"по всему периметру надоконной линии а также подоконной линии шли цветовые полосы одного из трех возможных цветов ("заря", "липа зеленая" и на очень малом количестве машин "адриатика").
Подоконная линия имела характерный узоз от задней части и почти до передней колесной арки автобуса она шла почти у линии окон, немного не доходя до передней колесной арки расходилась на двое загибалась под 45 градусов вниз, упираясь в нижний молдинг. Далее через небольшой пробебыло ещё 2 параллельных линии, немного ниже, которые сходились в нижнюю полосу, шедшую параллельно нижнему молдингу и опоясавшую переднюю часть кузова.
На ташкентских машинах отсутствовала пластиковая эмблема, вместо нее надпись DAEWOO исполнялась белой краской по трафарету на черном передке кузова.

## Модификации
- BS090 Royal Midi (2002—2012).
- BS090 (2011 — настоящее время).
- BS105L (1986—1996).
- BS106L (1991—1998)[1][2][3].
- BS106L Royal City (1998—2012)[4][5].
- BS110CN (2002—2012).

## Галерея

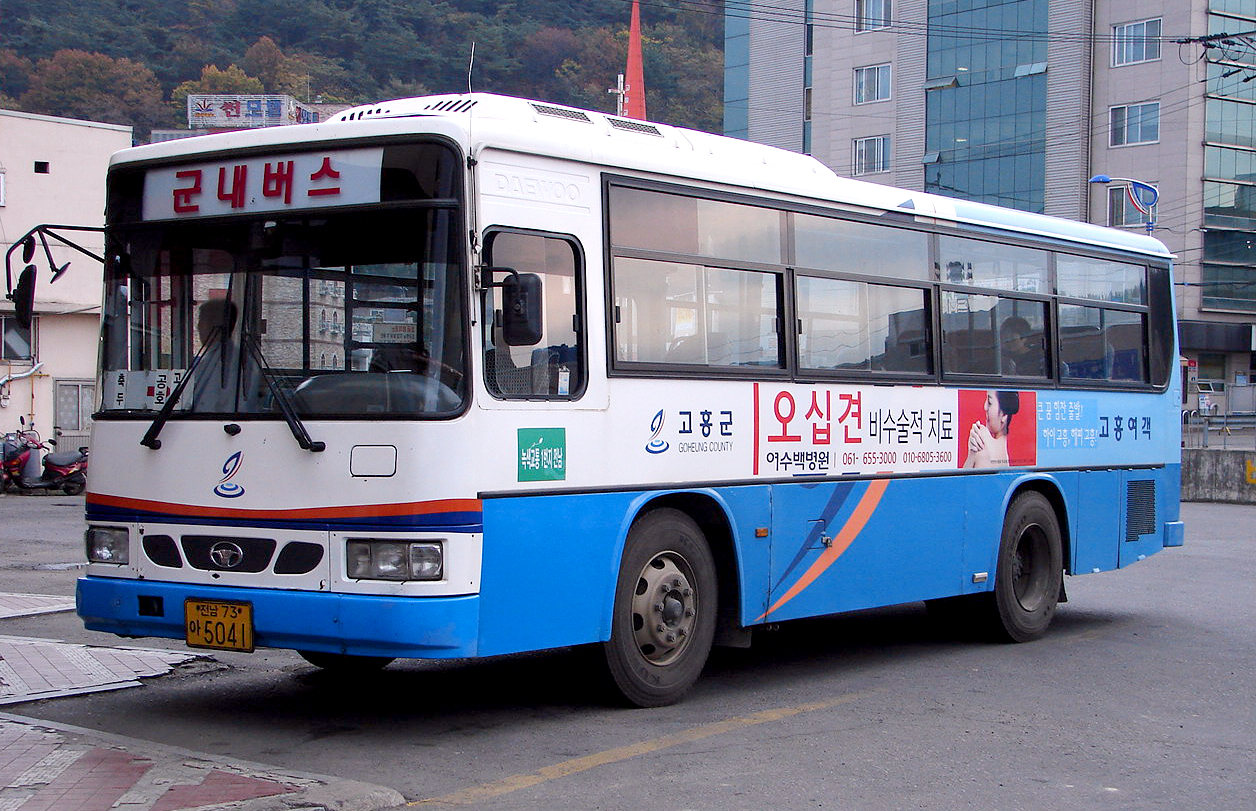
Daewoo BS090 Royal Midi
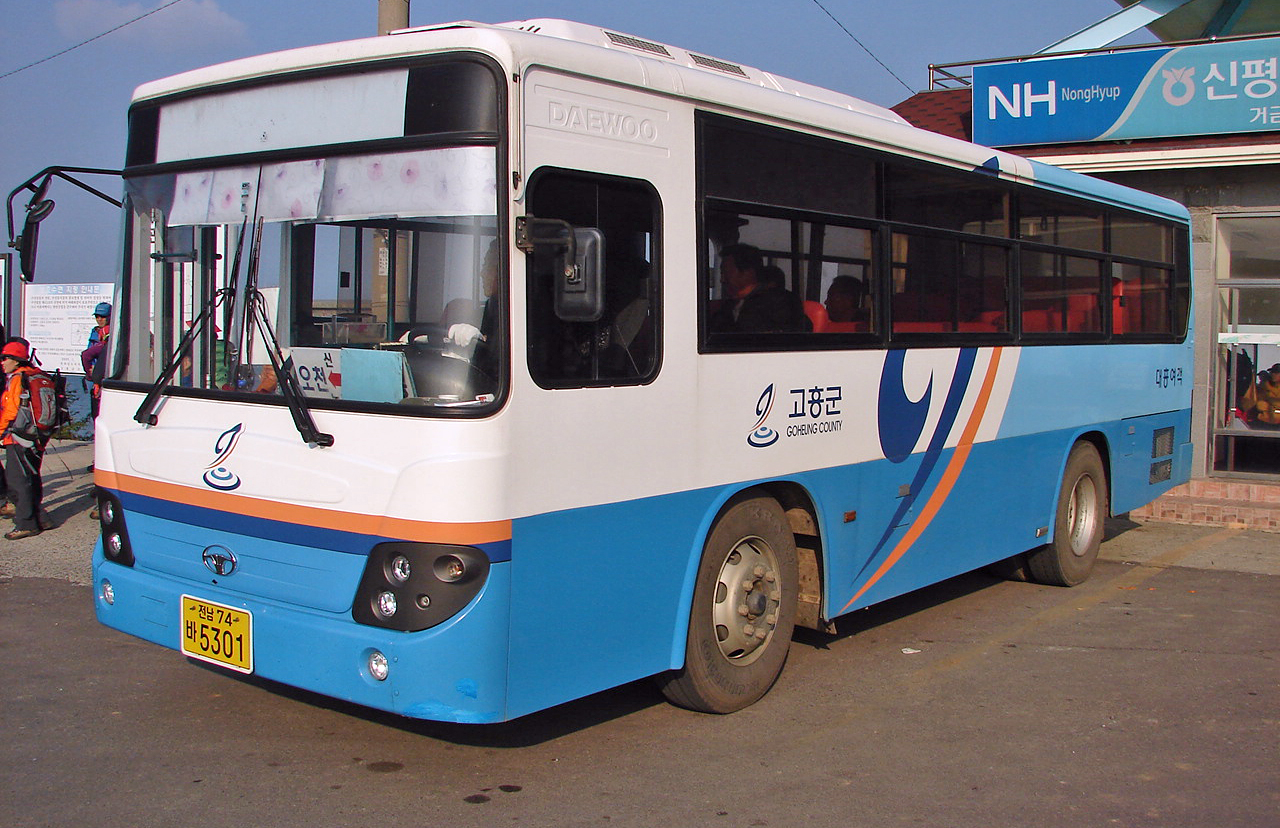
Daewoo BS090 Royal Midi
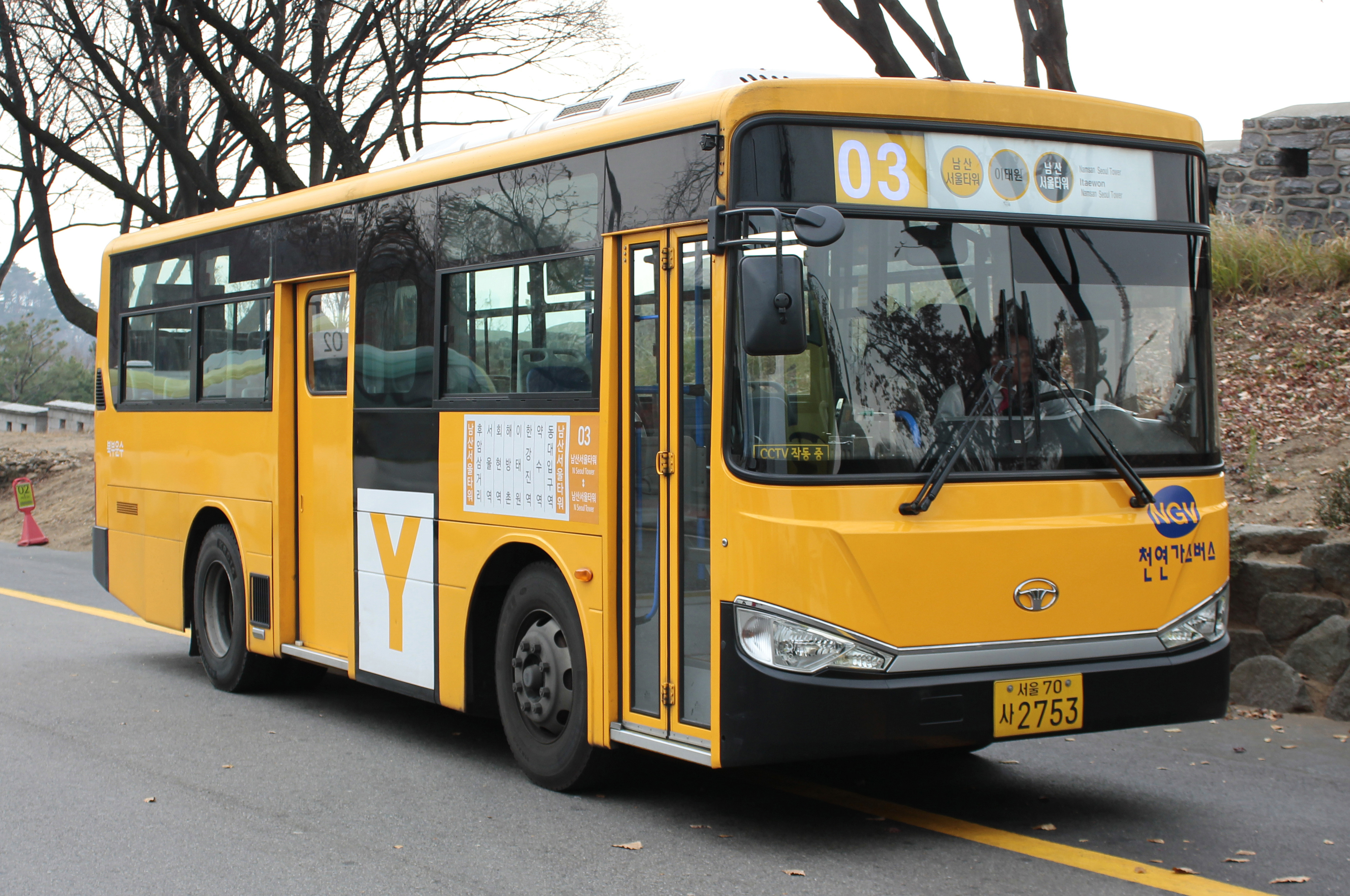
Daewoo BS090
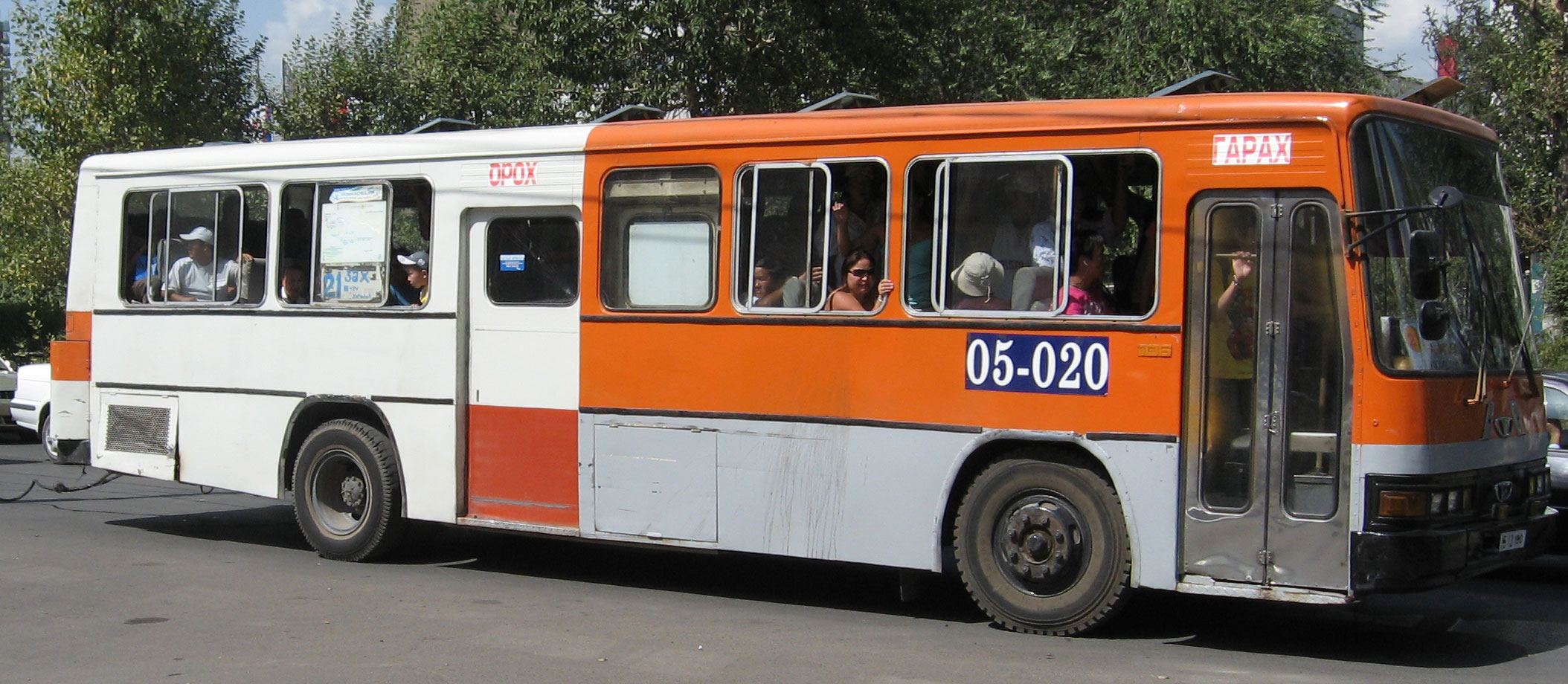
Daewoo BS105
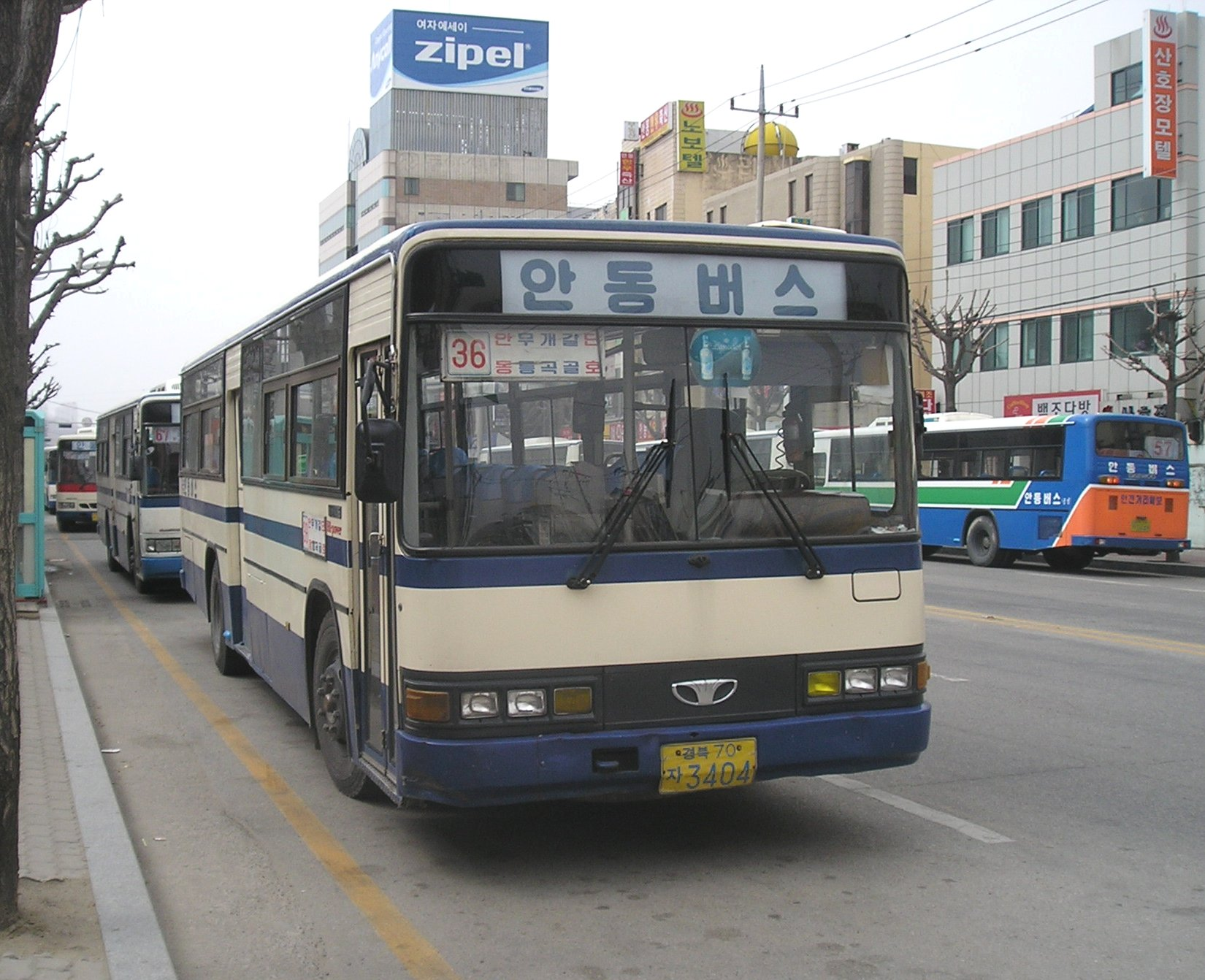
Daewoo BS106
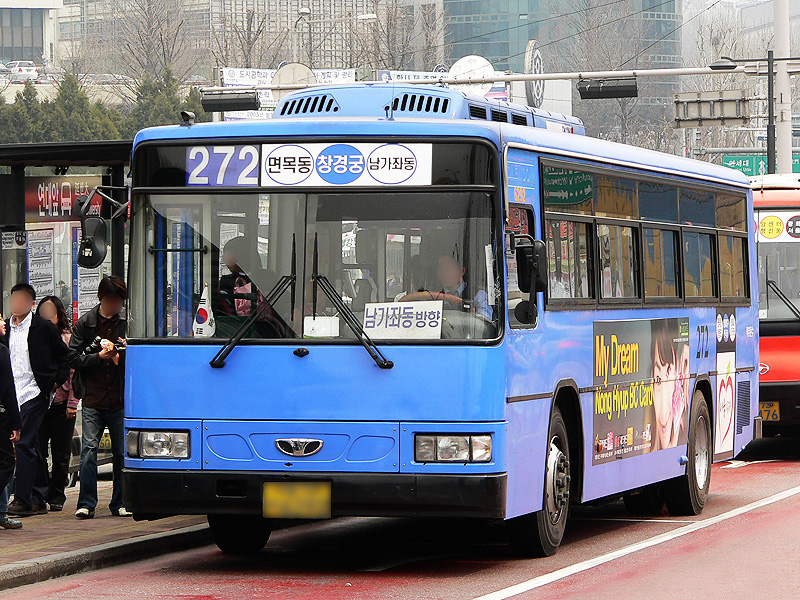
Daewoo BS106L
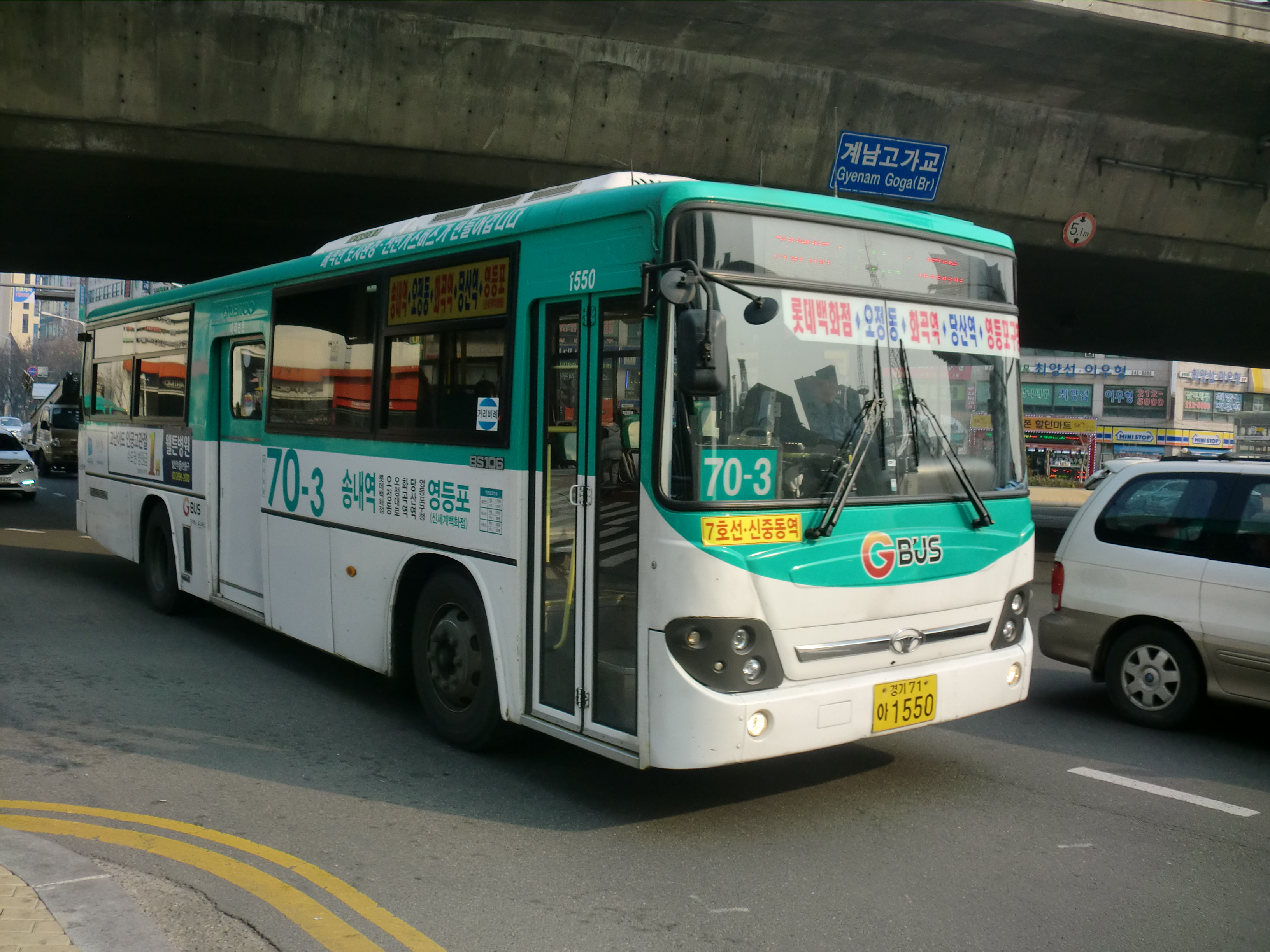
Daewoo BS106
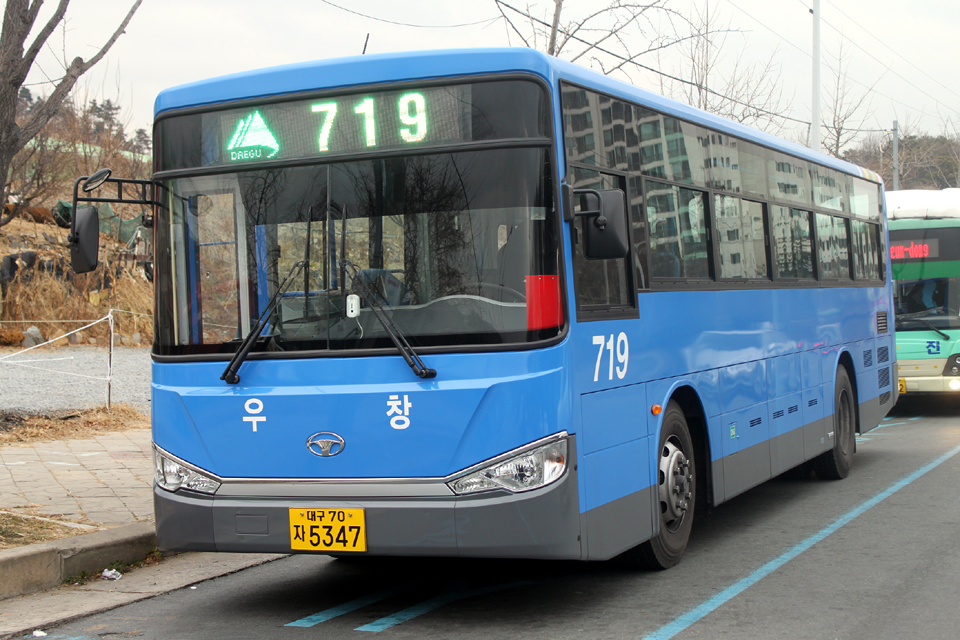
Daewoo BS106
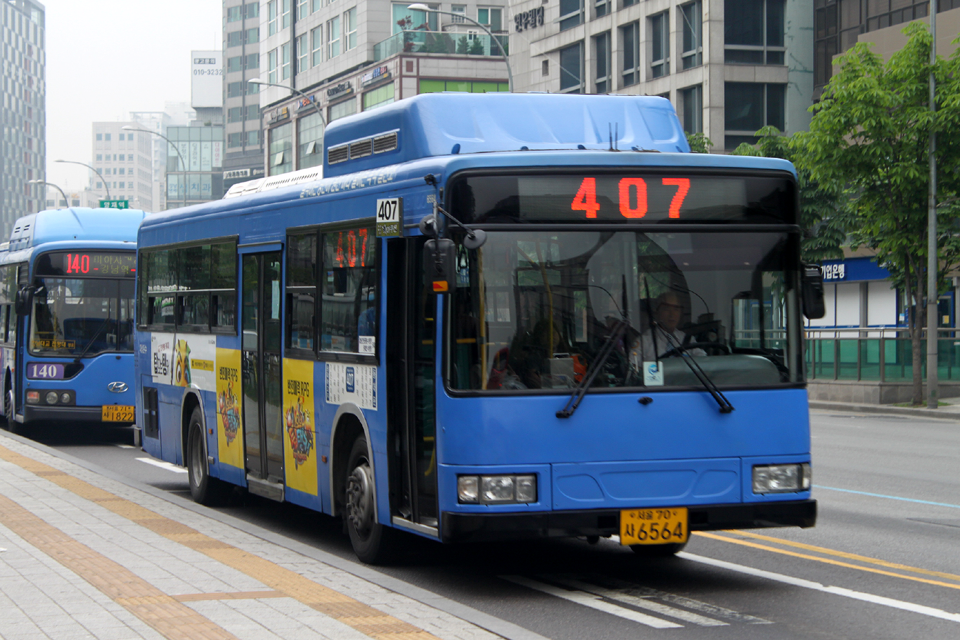
Daewoo BS110CN
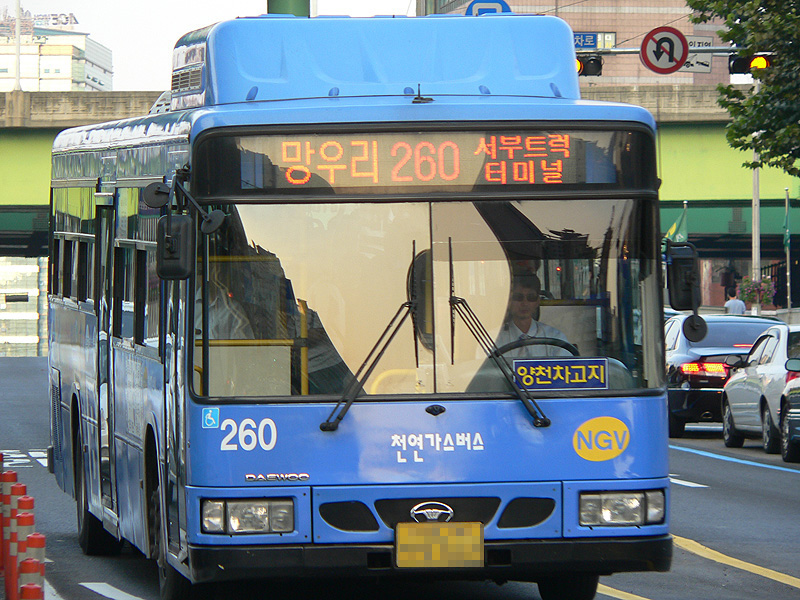
Daewoo BS120CN
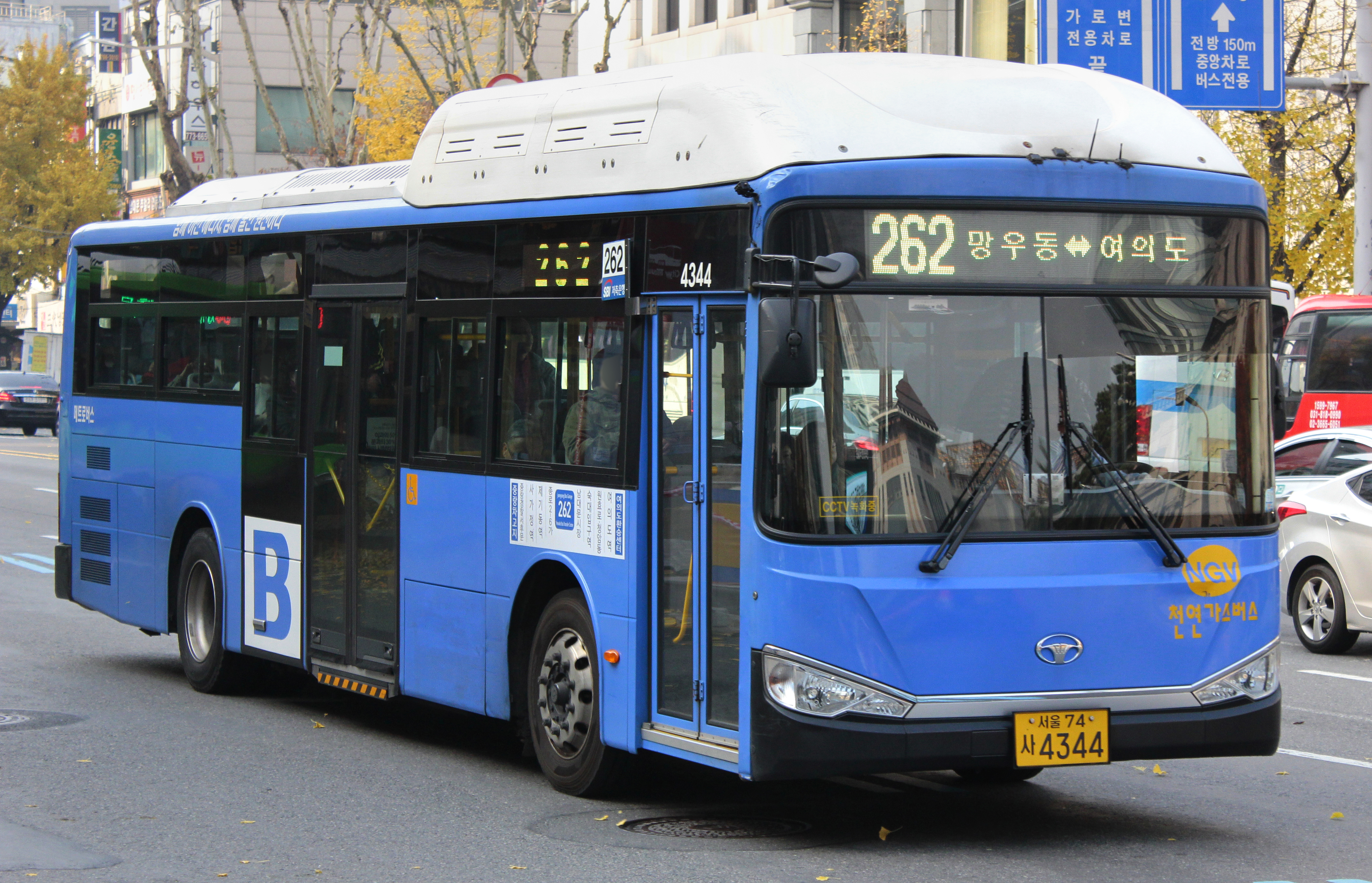
Daewoo BS110CN
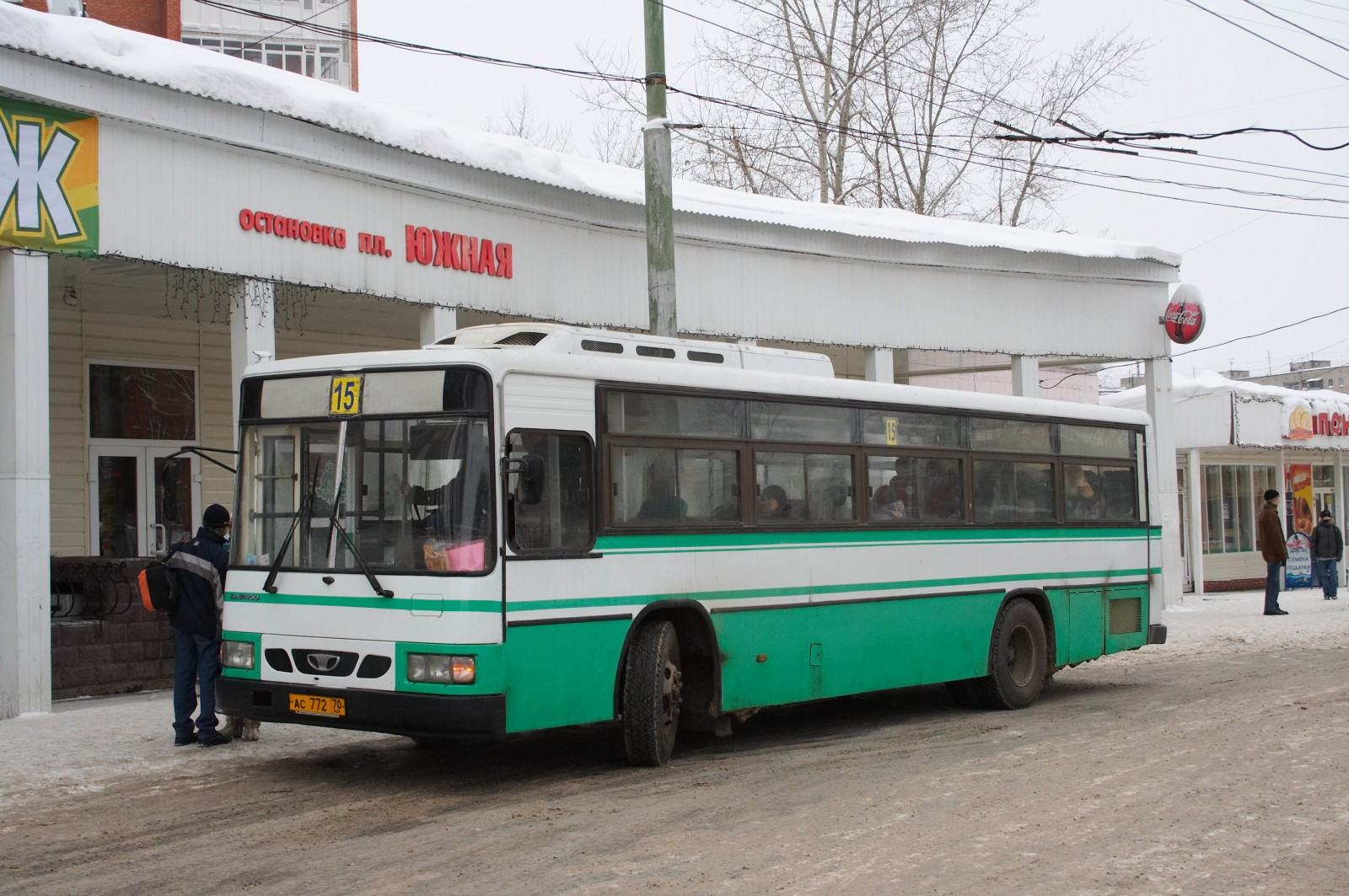
Daewoo BS106L
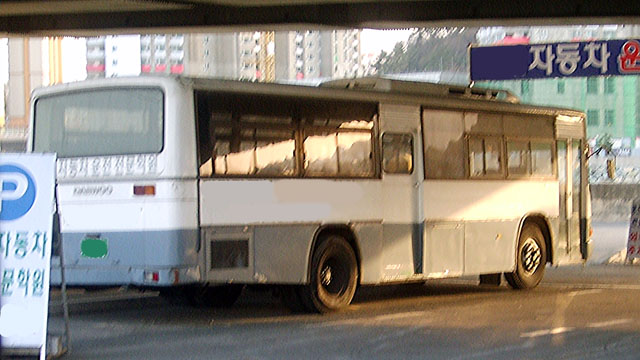
Daewoo BS106
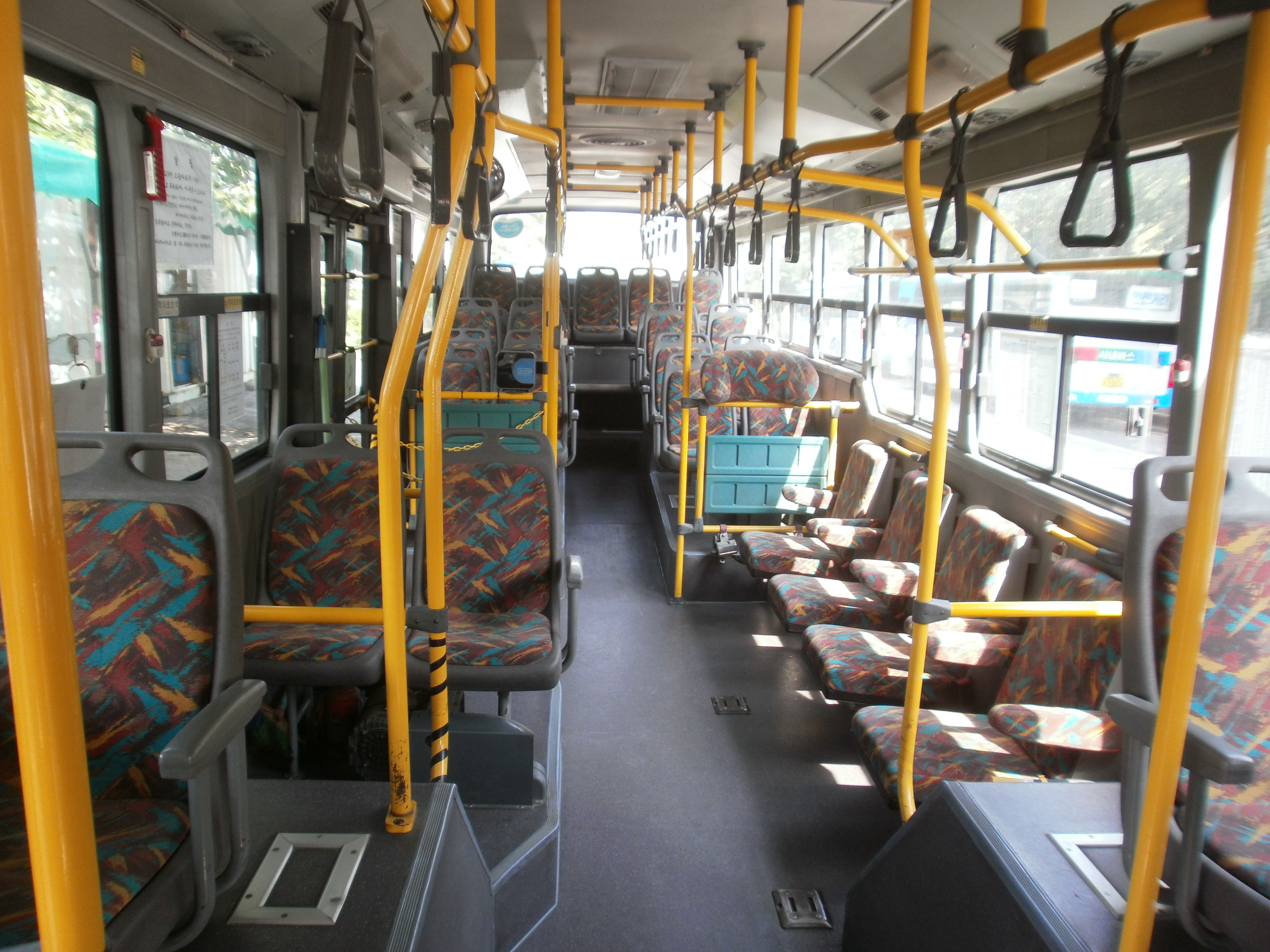
Салон автобуса Daewoo BS110CN
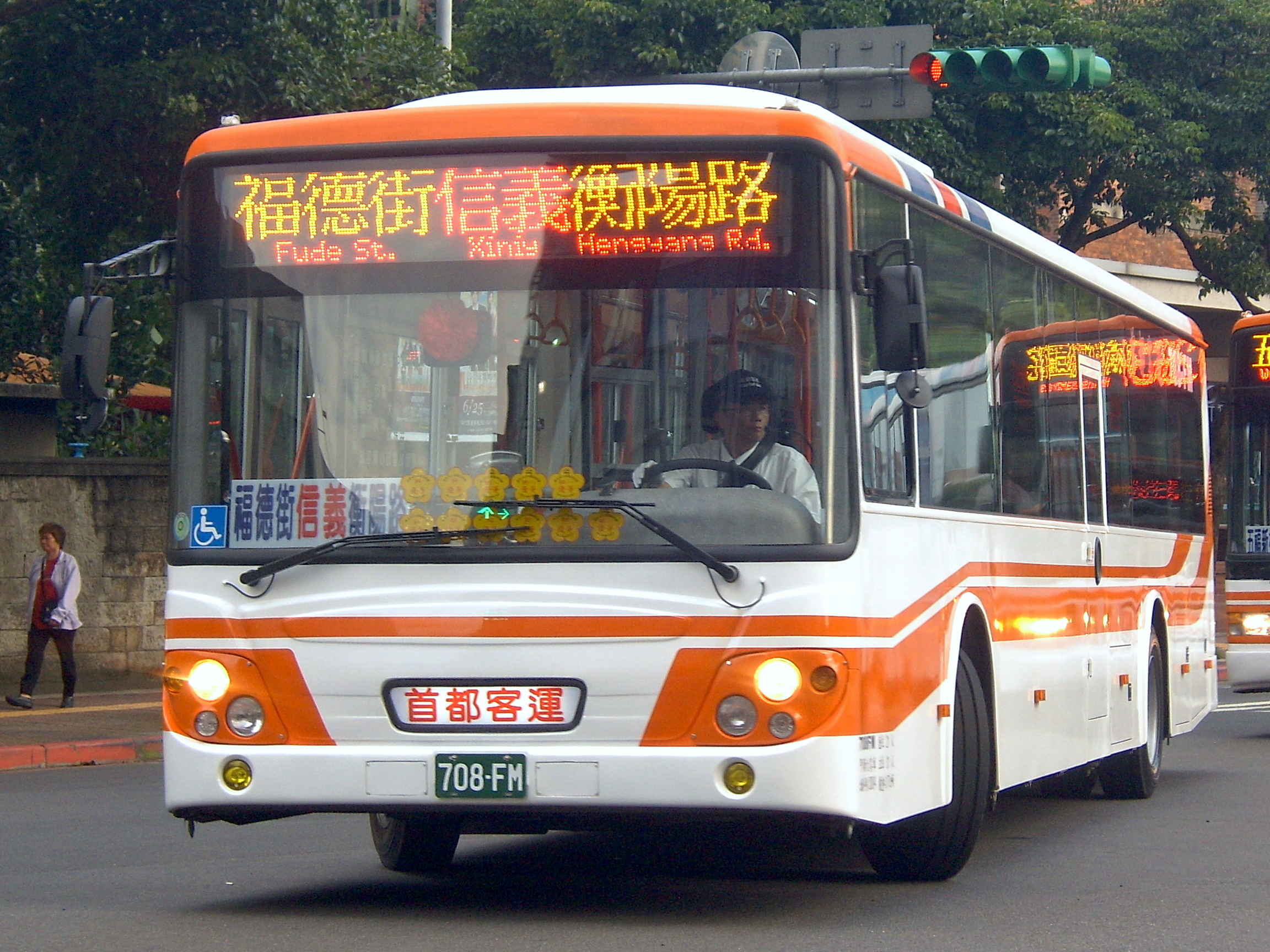
Daewoo BS120CN
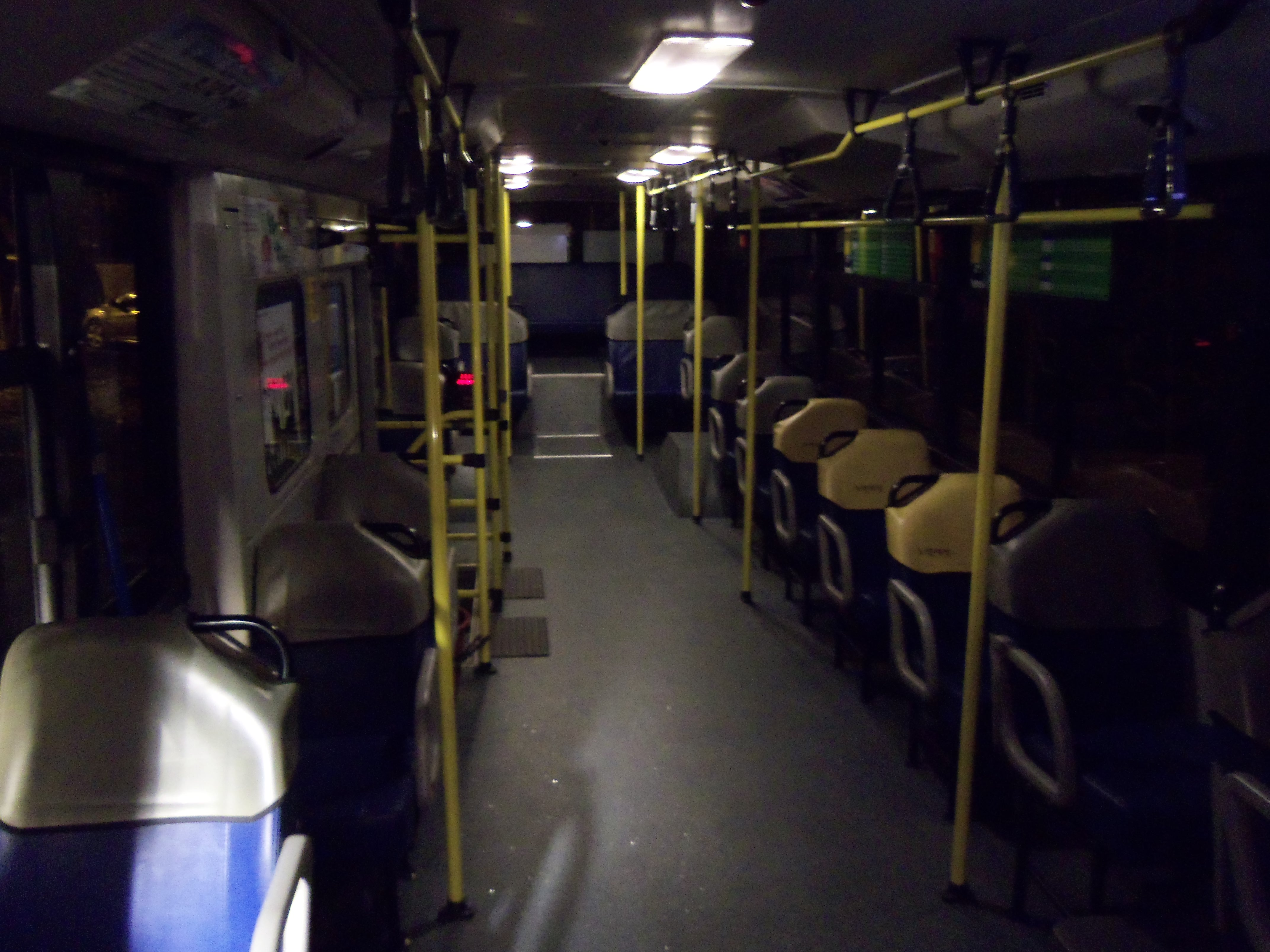
Салон автобуса Daewoo BS106CNG
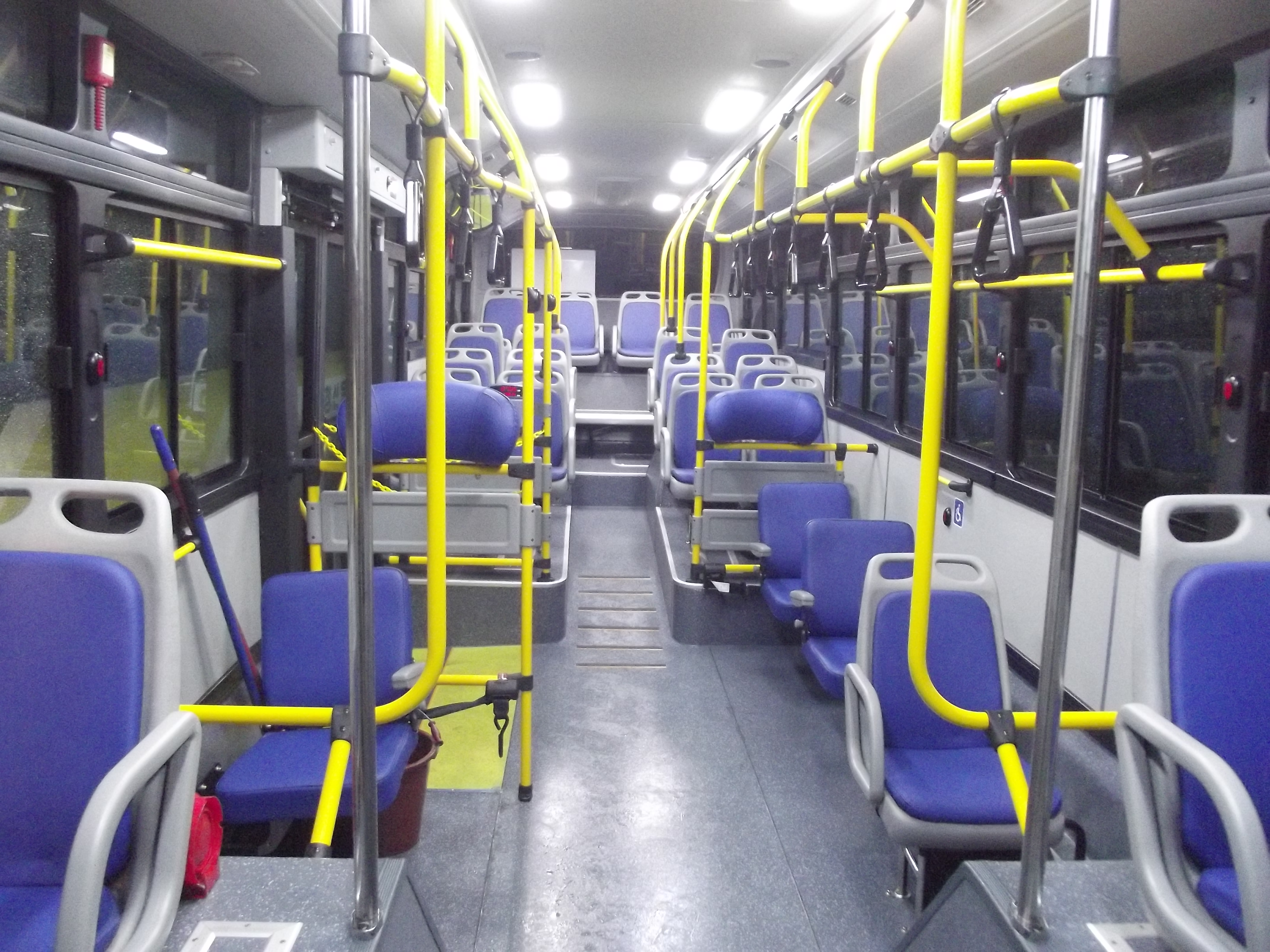
Салон автобуса Daewoo BS110CNG
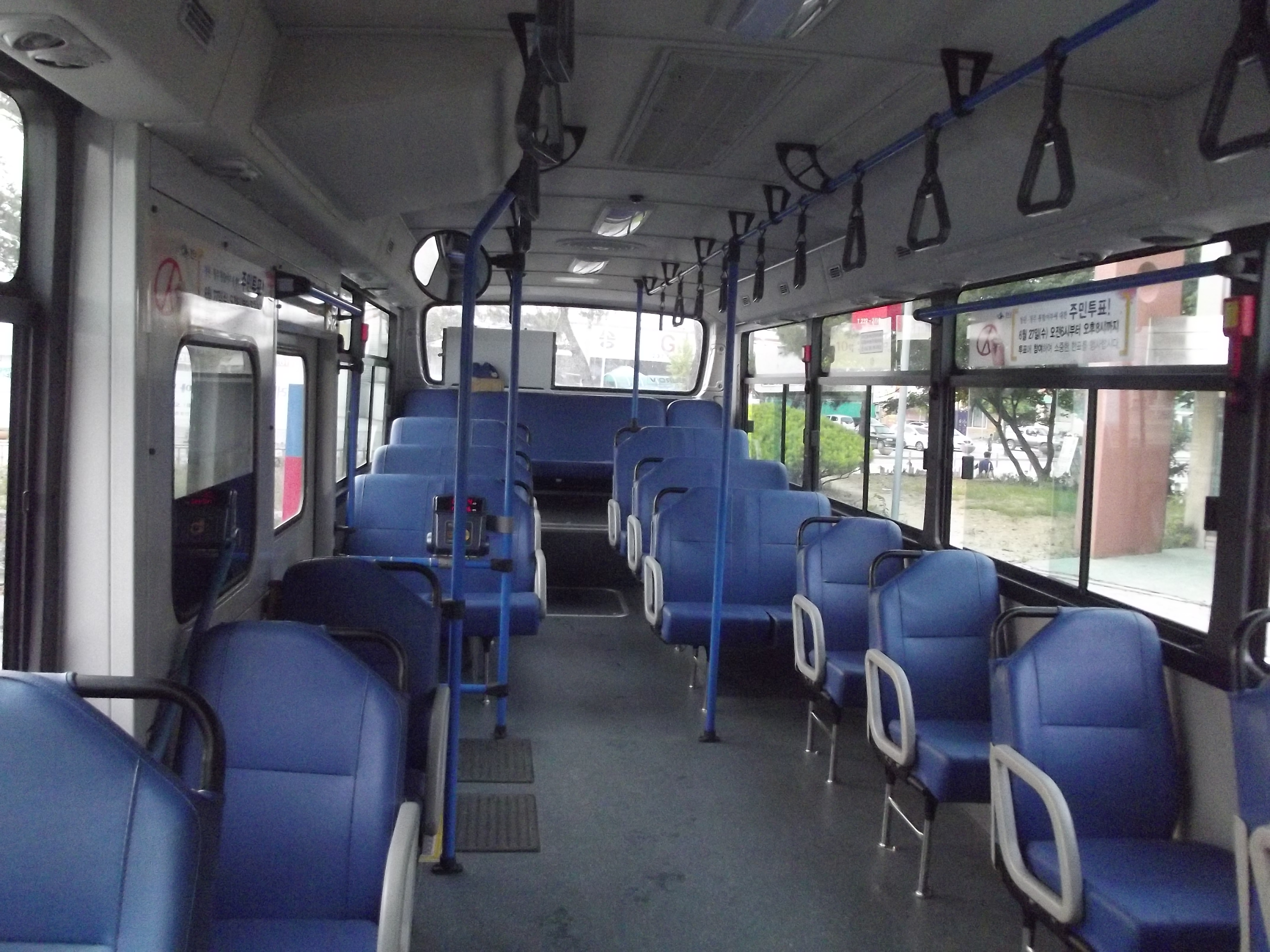
Салон автобуса Daewoo BS090
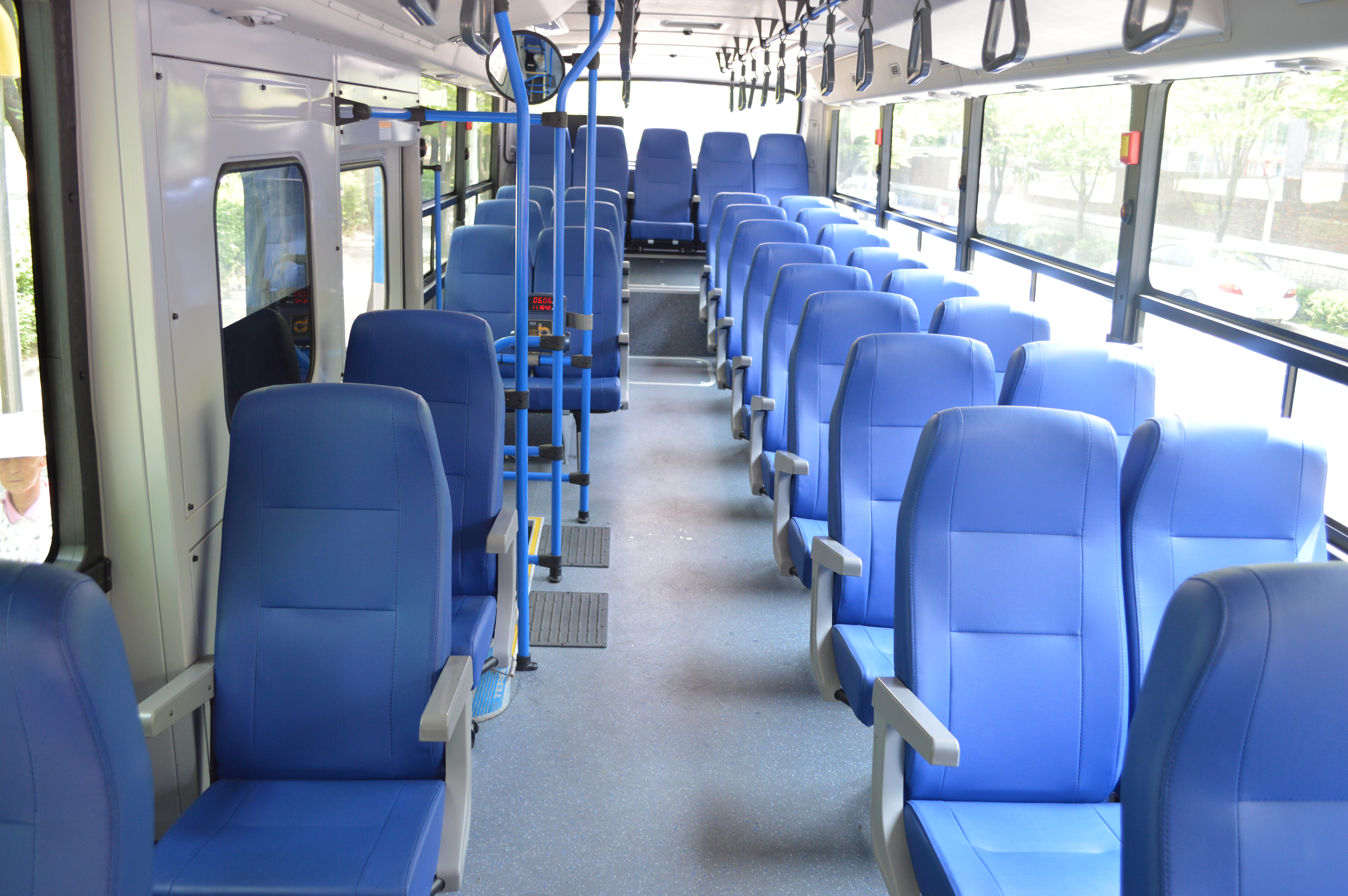
Салон автобуса Daewoo BS106
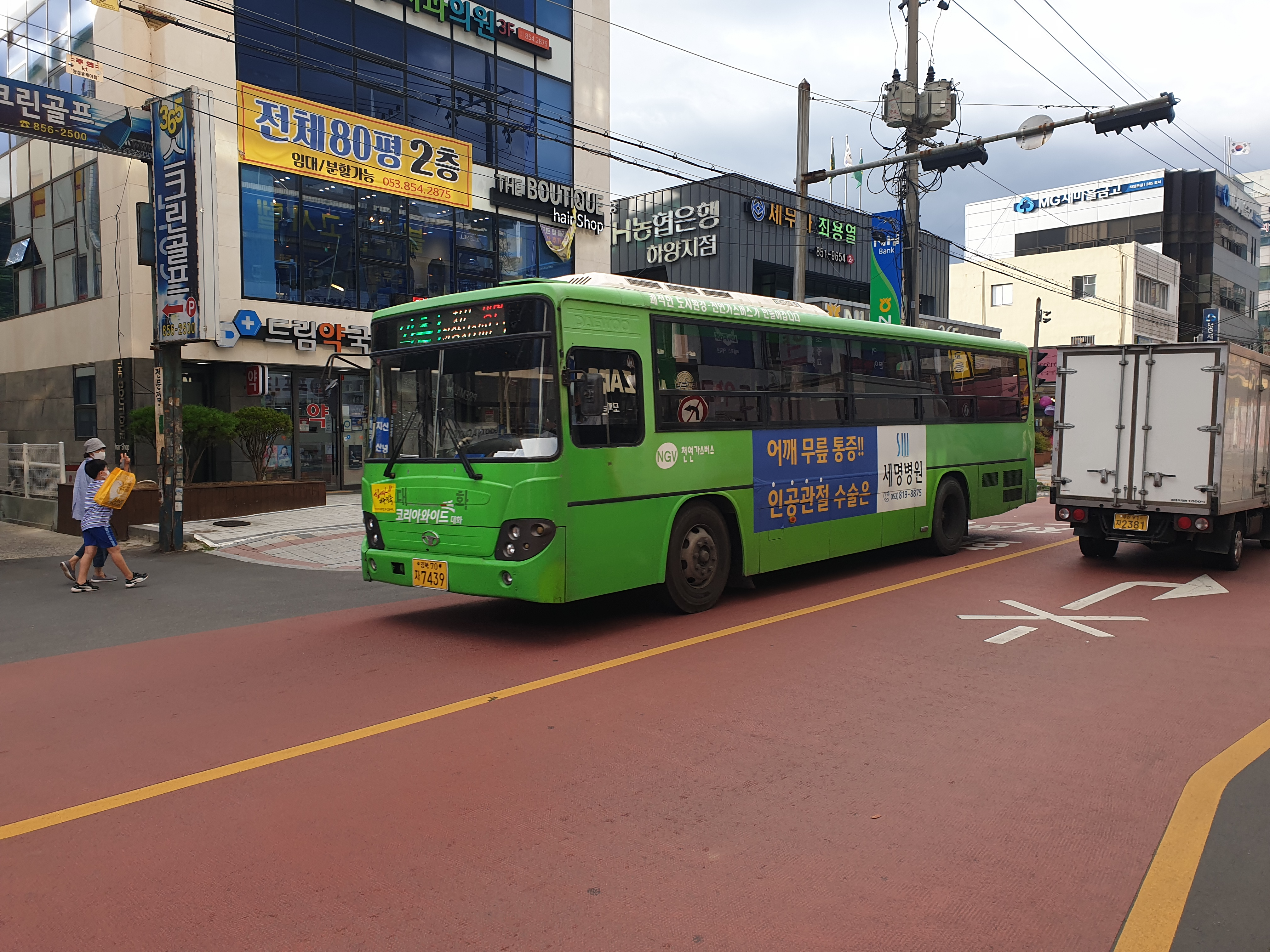
Daewoo BS106 Royal City